# Тейчі
Те́йчі (латис. Teiču dabas rezervāts) — природний заповідник, розташований на сході Латвії. Заснований 26 травня 1982 року, він є п'ятим за рахунком і найбільшим заповідником у країні. Його площа становить 19 779 га. З 1995 року за рішенням Рамсарської конвенції заповідник включений до списку водно-болотних угідь міжнародного значення, в 2004 році його також включили до європейської мережі природоохоронних територій Natura 2000. Керівництво заповідником здійснює регіональне управління Латгалії.
Тейчі створений задля охорони найбільших у Латвії болотно-лісових угідь, не змінених діяльністю людини. Центральне місце серед них посідає комплекс верхових боліт, типових для східної Балтії. Окрім ландшафтів, екосистеми природного заповідника Тейчі цінні своєю флорою та фауною. На його теренах зростає 688 видів рослин, включно із 20 рідкісними. В межах заповідної території знайдено 3141 вид тварин, з яких ссавці складають 60 % латвійської теріофауни, а птахи — 42 % національної орнітофауни. Особливе значення болота заповідника набувають під час сезонних міграцій птахів. В цей час на них зупиняються для годівлі та відпочинку великі зграї сірих журавлів (до 1500 особин) та гусок (до 8000 особин). З осілих видів у заповіднику існує велика популяція глушця.

## Історія
Перші наукові експедиції на землі сучасного заповідника Тейчі відбулися у 1950-х роках. Тоді були здійснені дослідження різних напрямків, але кількість зібраного матеріалу виявилась недостатньою, аби можна було оцінити природоохоронну значимість цієї території. Наприкінці 1970-х років працівниками Інституту біології Латвійської РСР на болоті Тейчі досліджувалась орнітофауна. Результати саме цієї роботи показали, наскільки досліджуваний регіон важливий для збереження біологічного різноманіття, зокрема, популяцій перелітних птахів. За висновками, зробленими науковцями інституту, 26 травня 1982 року ці землі отримали статус природного заповідника. Його назва походить від назви болота Тейчі, що становить ядро заповідної території.

## Клімат

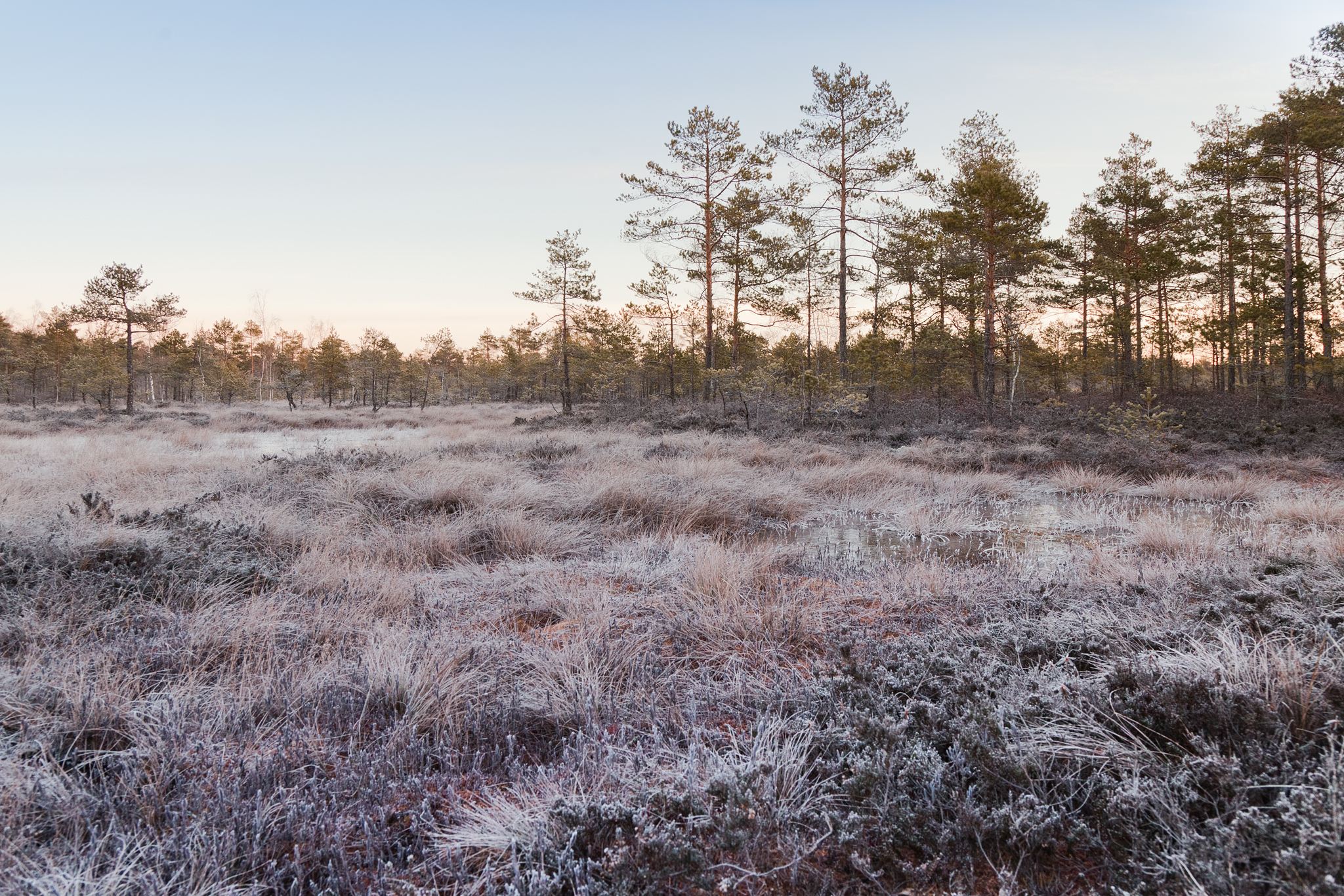
Болота заповідника, вкриті грудневою памороззю.

Оскільки природний заповідник Тейчі розташований на сході країни, його клімат більш континентальний в порівнянні з приморськими регіонами. Середньорічна температура січня тут становить -6,5 °C, середньорічна температура червня складає 17 °C, при цьому розбіжності між найнижчою та найвищою температурами цих місяців також значні (відповідно, -40 °C та 30 °C). Тривалість вегетаційного періоду в цьому регіоні оцінюють у 180—185 днів, з яких 130—145 припадають на безморозний період.
В середньому за рік тут випадає 580—620 мм опадів, які відіграють дуже велику роль у підтриманні гідрологічного режиму верхових боліт. Влітку, коли кількість опадів незначна, рівень ґрунтових вод знижується, а верхній шар торфу на болоті пересихає. Як наслідок, падає рівень води у навколишніх озерах та річках. Взимку середня висота снігового покриву на болоті Тейчі складає 25 см.

## Географія та гідрологія
Природний заповідник Тейчі розташований на сході Латвії, в історичному регіоні, називаному Латгалією. З огляду на великі розміри, його терени охоплюють частини відразу трьох адміністративних одиниць — Мадонського, Вараклянського та Крустпілського країв.
Заповідник лежить на Східно-Латвійській низовині, приналежній до геоморфологічного району Середньодаугавської низовини. Власне болото Тейчі утворилося в западині посеред неї. Його поява є класичним прикладом болотоутворення в помірній зоні. Близько 7-10 тисяч років тому у післяльдовиковий період, коли у цій місцевості панував субарктичний клімат, неглибока, але широка западина заповнилась талими водами льодовика, про що свідчить шар арктичних мохів, знайдений на мінеральному дні болота, утвореному глинами й пісками. В атлантичний період (5-7 тисяч років тому) клімат став теплішим та вологішим і давнє озеро в низині почало заростати. Так на дні болота з'явився півметровий шар сапропелю. Згодом на ньому утворилися шари торфу завтовшки від 3,5 до 9,5 м. Таким чином озеро перетворилося на сучасне болото — багнисте, із багатьма трясовинами. Наразі його поверхня розташована на висоті 97-113 м над рівнем моря.

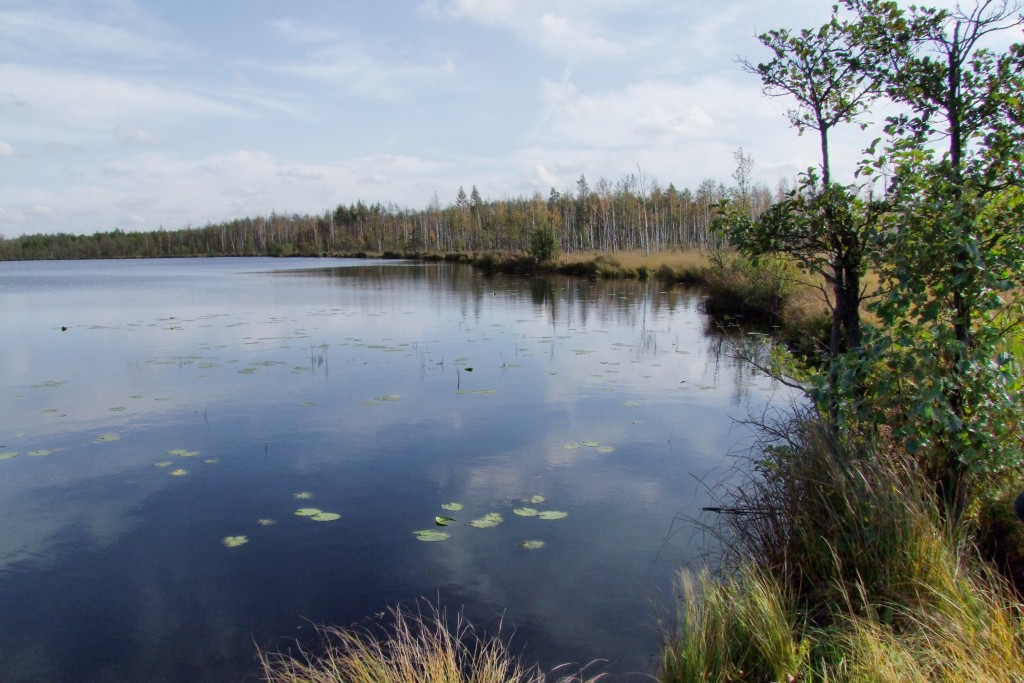
На березі озера Іслієнас.

Втім, поверхня болота Тейчі, хоча й має рівний рельєф, але не є однорідною. По ній розкидані численні озера, розташовані над тими ділянками болотного дна, які є найглибшими і не встигли повністю вкритися торфом. Загальна площа цих водойм складає 393 га, причому 16 озер мають площу водного дзеркала понад 5 га. Зокрема, найбільшими з них є озера Куртавас, Пієслайста, Ваболє, Міндаугас, Лієпсалас, Мурмастієнас, Сілду, Толкаяс, Сіксала, Іслієнас. Вода озер бідна на оксид магнію, але містить багато органічних речовин. Через це вона дуже м'яка та має коричневий колір. Як правило, на болотних озерах мало островів, виняток становить лише озеро Ваболє, на якому їх аж 106. Це озеро швидко заростає болотяними травами, так що в майбутньому ці острови, ймовірно, зіллються із суходолом. Загалом, процес евтрофікації зачіпає усі водойми заповідника, спричинений не тільки природними причинами, а й людською діяльністю, в першу чергу, осушенням навколишніх територій. Внаслідок цього за останні десятиліття площа озер зменшилась, а площа луків збільшилась.
З деяких болотних озер витікають маленькі річки (Тейчупе, Іслієнас, Ваболє тощо). Серед них виділяється річка Акла. Вона витікає із трясовини, за кілька кілометрів вже має річище завширшки 2 м (і таку ж глибину), але так само швидко щезає в нетрях низинного болота посеред верболозу. Таким чином, великих водних артерій в межах заповідника Тейчі немає.

## Флора

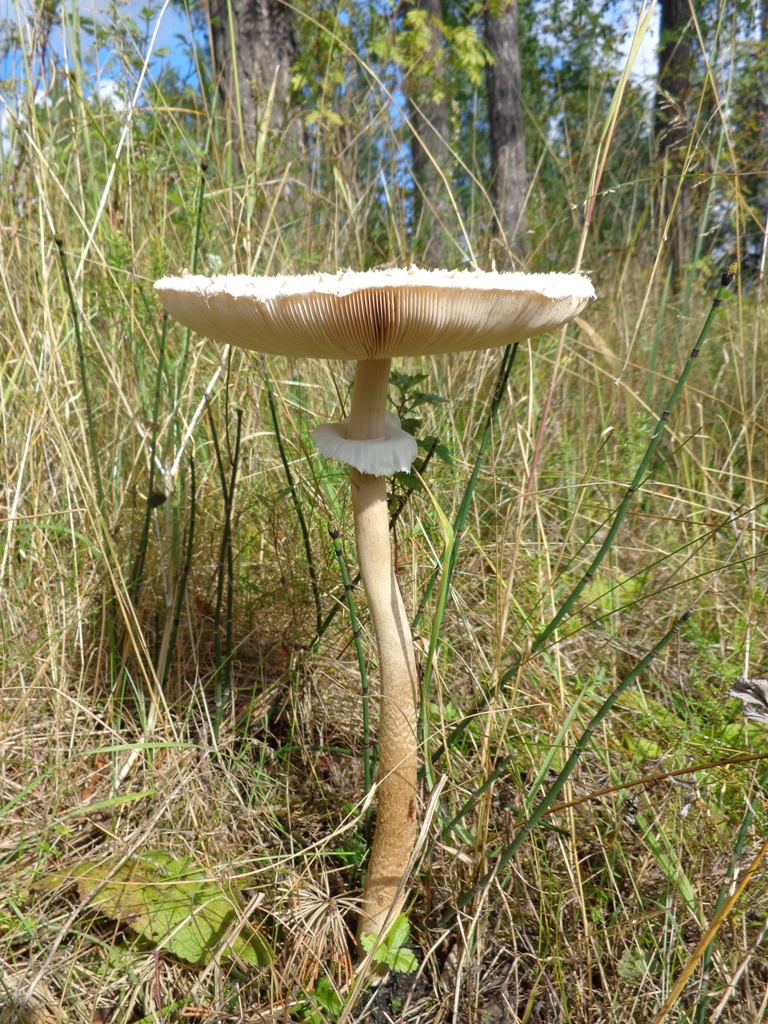
На сухіших узліссях в Тейчі можна віднайти гриби, такі як цей гриб-зонтик великий.

За геоботанічним районуванням терени природного заповідника Тейчі належать до Прибалтийсько-Білоруської підпровінції Північно-Європейської провінції Євразійської тайгової області Голарктики. Цьому регіону притаманні осяжні болота й лісові масиви. Зональними типами лісової рослинності тут є широколистяно-ялинові та складні ялинові ліси. Загалом у межах заповідника описано 688 видів рослин, в тому числі 37 (за іншими відомостями 212) видів мохів, 34 види лишайників, 20 видів папоротей і 522 види вищих судинних рослин.
За площею найпоширенішим біотопом заповідника є верхові болота, значно менше розповсюджені низинні та перехідні болота, ліси (3952 га), чагарникові зарості, озера (393 га) та луки (153 га).
Рослинний покрив боліт відносно бідний і налічує 43 види рослин. Йому притаманна одноманітність, але неоднорідність. Так, поверхня болота Тейчі вкрита суцільним килимом мохів, але різні їх види формують різні рослинні угруповання, що займають окремі ділянки і складаються в середньому з 12-15 видів кожний. Наприклад, у центрі болота на пологих, щільних купинах панують сфагнуми червонуватий, магелланський, бурий із домішками болотяних трав — пухівки піхвової, шейхцерії болотної, андромеди ряснолистої. Зрідка на цьому тлі можна побачити пригнічені деревця сосни звичайної. Цей осередок з усіх боків оточує смуга трясовин із високими купинами, що утворюють мікрорельєф. Тут суцільні зарості формує бобівник трилистий, поміж яким зростають верес звичайний, журавлина, осока багнова. Наступною зоною є смуга, складена з невисоких гряд і купин і поцяткована мережею озер. Найбільш помітними рослинами в цій місцевості є сфагнум магелланський (на суходолі) та образки болотні (на мілководдях озер). Окрім образків, що під час цвітіння вкривають прибережжя озер білим килимом великих квітів, окраси водоймам додають менш численні види: півники болотні, що здіймаються біля берега жовтими куртинами, латаття біле та сніжно-біле, чиї витончені зірчасті квіти плавають на поверхні води.

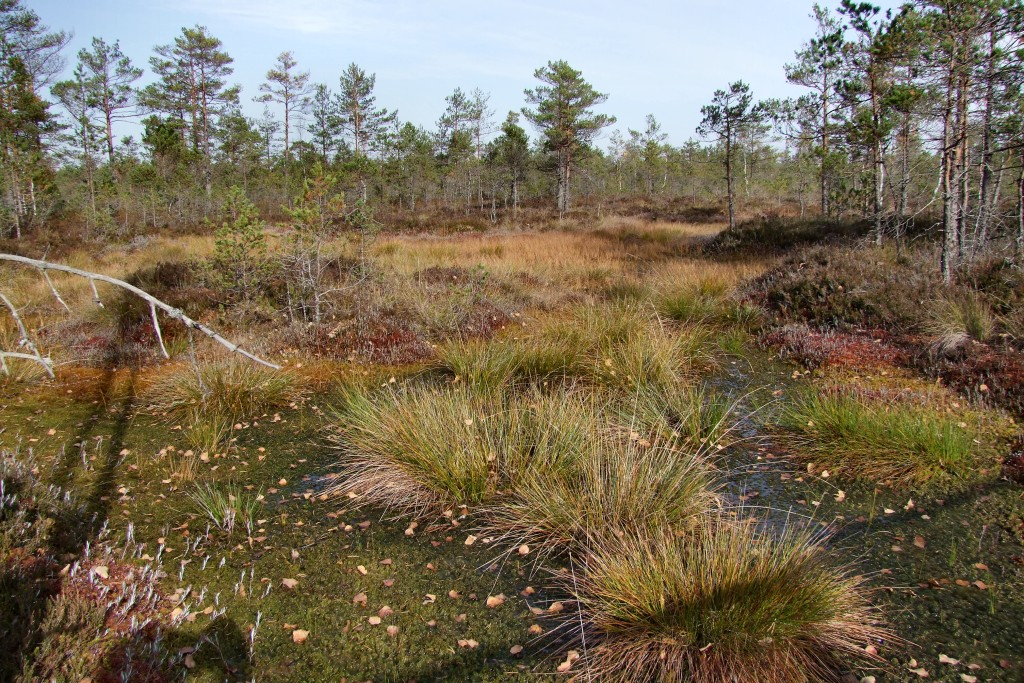
Типовий вигляд болотного ландшафту заповідника Тейчі.

Деякі види рослин не приурочені до якоїсь однієї вузької зони, а поширені по усіх відкритих просторах боліт. До таких належать торф'яниця чашечкова, білозір болотний, морошка, круглолиста й англійська росички. Слід зазначити, що ягідні чагарнички, такі як журавлина та морошка, щороку дають рясний урожай.
Периферія болота Тейчі розташована нижче, ніж його центральна, верхова, частина. Типологічно вона належить до перехідних боліт і має відповідний флористичний склад. Тут зовнішній вигляд місцевості формують деревні породи. У першому ярусі панують сосна звичайна і береза пухнаста, а підлісок утворюють крушина ламка та різні види верби. Проте, на справжній ліс ця зона не схожа. Через надмірне зволоження умови росту для рослин тут несприятливі, тому дерева утворюють негустий і відносно невисокий деревостан. У проміжках між ними можна помітити звичайний для боліт сфагновий покрив, лише замість трав домішками тут слугують чагарнички: лохина, багно звичайне, брусниця, водянка. Крім того, на перехідному болоті поширений один лісовий вид мохів — зозулин льон звичайний.

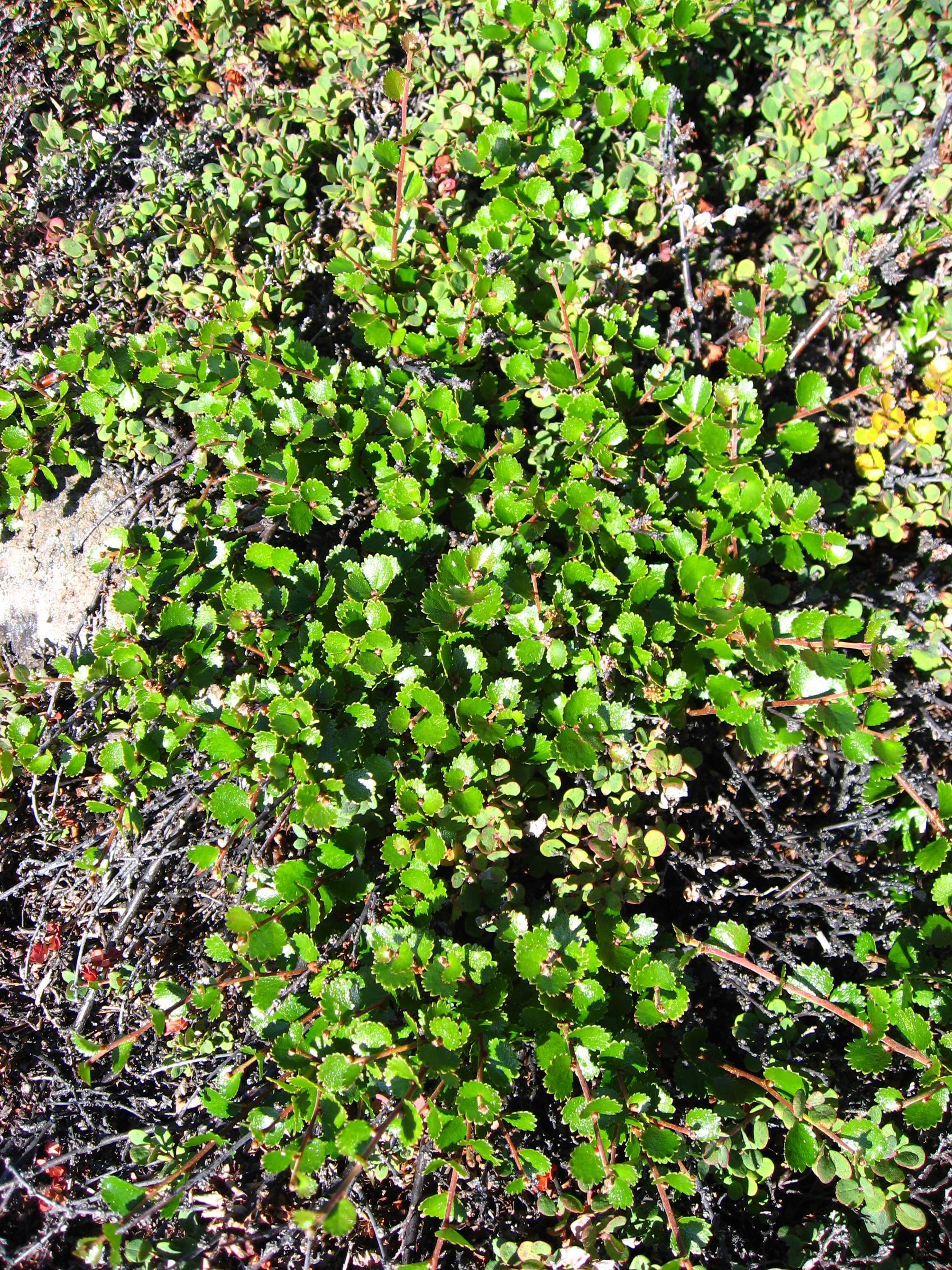
Береза карликова у заповіднику — залишок післяльодовикової флори.

Справжні ліси, що оточують болото Тейчі на кордонах заповідника, хоча й займають невеликі площі, вирізняються багатством рослинності. З дерев тут переважають ялина європейська, чорна та сіра вільхи, береза пухнаста, осика. У підліску зростають ліщина звичайна, чорниця, вовче лико звичайне, черемха звичайна. У трав'яному покриві переважають папороті, подекуди — плауни колючий і булавоподібний; навесні та початку літа землю прикрашають численні та яскраві квіти калюжниці болотної, печіночниці звичайної, анемони жовтецевої та дібровної. На найбільш підвищених і сухих ділянках лісів можна віднайти зеленицю сплюснуту, орлики звичайні, зимолюбку зонтичну, мучницю звичайну.
Маленькі клаптики луків губляться серед ландшафтів природного заповідника Тейчі, але тільки у цих біотопах трапляються рідкісні й привабливі рослини — косарики черепитчасті, що є дикими родичами садових косариків, та запашна орхідея любка дволиста. Ще один об'єкт охорони — береза карликова — зростає на болоті повсюдно, хоча і в невеликих кількостях. Разом із водянкою вона є реліктом післяльодовикової доби.

## Фауна
Реліктове походження болота Тейчі в порівнянні з навколишніми ландшафтами, що сформувалися вже за сучасної доби, обумовлює різноманіття тваринного світу. У заповіднику Тейчі можна віднайти представників різних кліматичних зон: тундри, тайги, мішаних та широколистяних лісів та, навіть, степів. Загалом на його території знайдено 3141 вид тварин, в тому числі 36 видів ссавців, 132 види птахів, 5 видів плазунів, 3 види земноводних, 8-10 видів риб та приблизно 400 видів комах. Майже півсотні з цих видів є рідкісними для Латвії.
Найдрібнішими ссавцями заповідника є мідиці звичайна та мала, які мешкають у лісах. З інших комахоїдних слід згадати європейських їжаків та кротів, але ці тварини приурочені здебільшого до околиць людських поселень. До осель тяжіють також рукокрилі — звичайний вухань та північний пергач, які облаштовуються у льохах та на горищах. І лише такий кажан як водяна нічниця віддає перевагу болотам, де він оселяється у дуплах дерев.

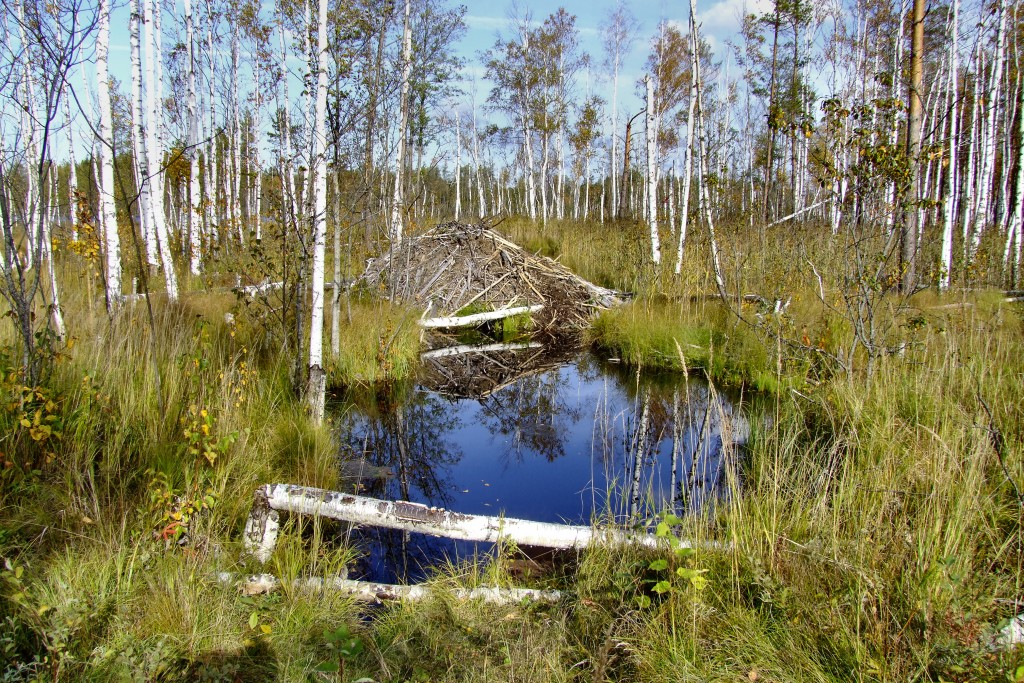
Боброва хатка на болотному озері.

Звичайними гризунами у заповіднику є мишка лучна, житник пасистий та мишак жовтогрудий. Наприкінці 1970-х років в заповідник Тейчі самостійно вселились бобри і утворили тут сталу популяцію. Білий заєць поширений у лісах на півночі охоронюваної території. Сірий заєць трапляється рідко.
Хижаки доволі поширені у заповіднику, проте між ними виникли конкурентні відносини. Спостереження показали, що лисиці витісняють з жител уссурійських єнотів, а ті, в свою чергу, пригнічують популяцію борсуків. Під тиском більшого й агресивнішого візону майже зникла європейська норка; нечисленна й ласиця. Натомість, звичайними є видри, лісові тхори та горностаї, причому усі вони тяжіють до водойм: видри мешкають у річках, що витікають з болотних озер, горностаї полюють на насипах меліоративних каналів, а тхори частіше трапляються коло лісових струмків. Вовки у заповіднику нечисленні, але їхня популяція стала.
У заповіднику Тейчі мешкають три види копитних. Більш притаманна його теренам європейська сарна, популяція якої налічує півтори сотні особин. Дикі свині та лосі заходять у межі заповідника здебільшого у пору полювання, при цьому лосі скупчуються у лісах, а кабани люблять годуватися на болотах.
Зі 132 видів птахів у заповіднику Тейчі гніздується 90, причому більша частина з них (65 видів) робить це на болоті. Найчисельнішими є горобцеподібні птахи, з яких на болоті найбільш помітні трав'янка лучна, жайворонок польовий, щеврики лісовий та лучний, плиска жовта, а в розрідженому сосняку навколо болота домінують зяблик, вівчарики весняний, жовтобровий та вівчарик-ковалик. Взимку у заповіднику з дрібних птахів залишаються переважно великі та чубаті синиці, звичайні підкоришники, гаїчки-пухляки, звичайні повзики.
З настанням весни на гніздування до заповідника прилітають коловодні та водні птахи. О цій порі на болотах можна побачити різноманітних куликів, мартинів та крячків. З числа куликів поширені кульон великий, баранець звичайний, сивка звичайна, турухтан, слуква і чайка. На верховій частині болота Тейчі скупчуються звичайні та болотяні коловодники. Як правило, кулики гніздуються на відкритих просторах серед купин. Натомість, мартини і крячки віддають перевагу болотним озерам, де облаштовують гнізда на берегах, островах чи у плавучих заростях. Сріблясті мартини утворюють колонії різного розміру. Найбільша з них налічує до 400 дорослих особин, такі скупчення привертають увагу круків і сірих ворон, які крадуть яйця і пташенят мартинів. Натомість, малі та звичайні мартини, чорний, білокрилий і річковий крячки не притаманні фауні Латвії і трапляються не так часто.

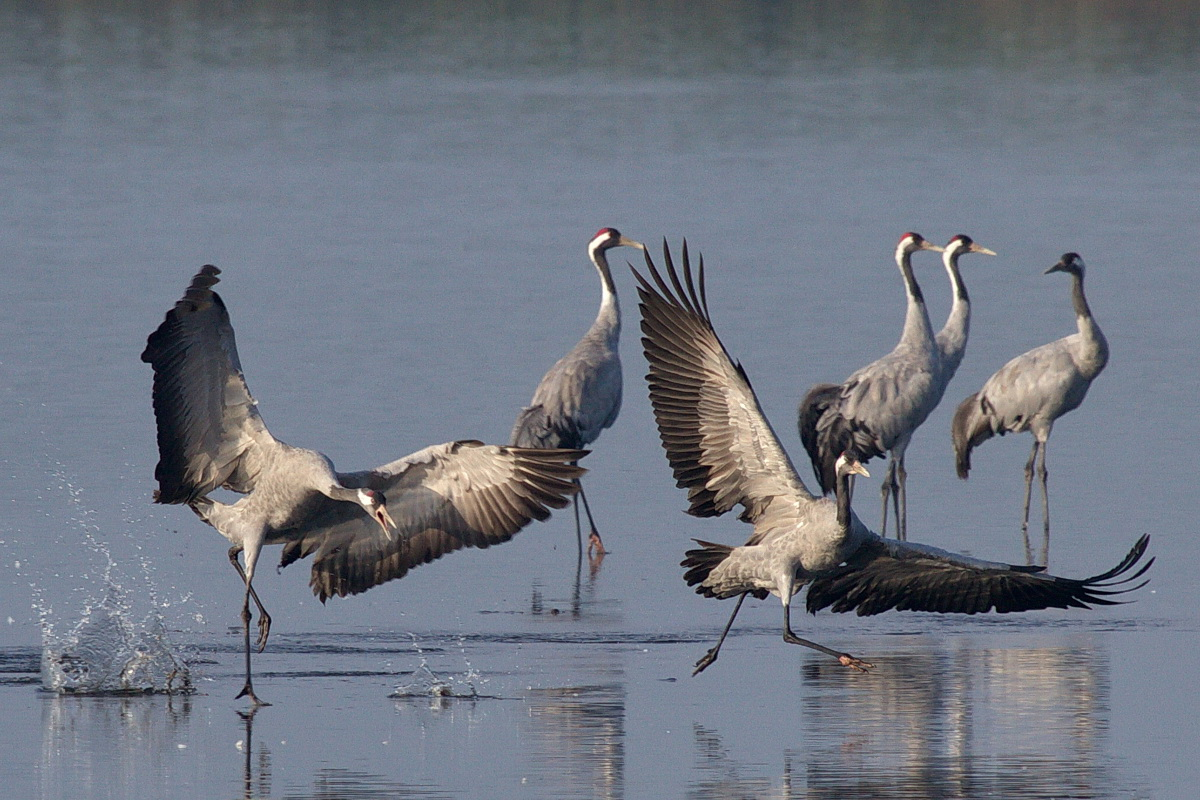
Шлюбний танок сірих журавлів.

Гусеподібні птахи у природному заповіднику Тейчі вельми поширені, але їхня чисельність коливається в залежності від пори року. Восени під час осіннього прольоту на болоті зупиняються великі зграї гуменників і білолобих гусок. Найбільші з цих зграй налічують 5-8 тисяч особин. Значно рідше трапляються, але не є рідкісними малі та сірі гуски, лебеді-кликуни, малі лебеді. Навесні їхній проліт не такий помітний. З настанням літа цих великих гусеподібних заступають дикі качки: чернь чубата, чирянки велика та мала, нерозень, попелюх. Ці види не утворюють міграційних чи гніздових скупчень, гніздуються окремим парами у гущавині озерних заростей, тому малопомітні. З рідкісних коловодних птахів варті уваги лиска і гагара чорношия; розподіл цих видів такий само як і у качок.
Окремої згадки заслуговують сірі журавлі та чорні лелеки, занесені до Червоної книги Латвії. Якщо чорні лелеки дуже рідкісні (відомо лише кілька гніздових пар), то сірих журавлів можна вважати неофіційною емблемою заповідника. Щороку тут спостерігають за двома сотнями дорослих особин, з яких лише близько 25 пар приступають до гніздування. Хоча ця цифра може здатися малою, але за своїм розміром місцева популяція сірих журавлів є найбільшою на теренах Балтії.

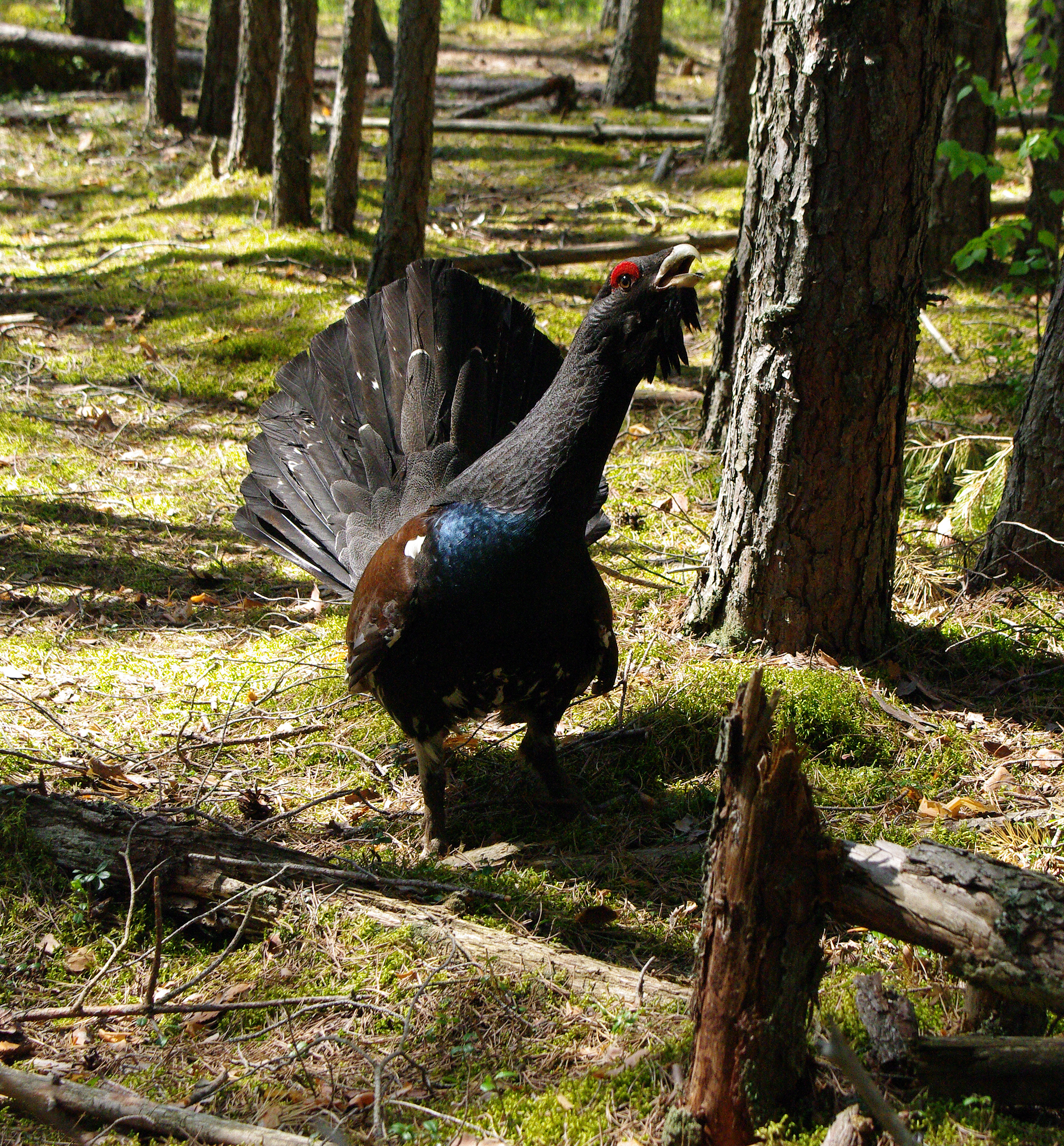
Глушець у мить токування.

Чорні лелеки і сірі журавлі — перелітні птахи, але крім них у заповіднику Тейчі є цінні осілі види. Окрасою лісів є тетеруки. У заповіднику їхня популяція складає близько 400 особин, причому навесні вони формують токи, на найбільших з яких збирається до 30 самців. У сучасній Європі тетерукові токи такого розміру дуже рідкісні. Близький родич тететрука, глушець, оселяється лише у найгустіших лісах на кордонах заповідника. Шлюбні церемонії цього виду не такі ефектні — на токах глушців зазвичай бачать не більше 5-10 особин. Проте ще більшим раритетом можна вважати білу куріпку — мешканку тундри. У заповіднику цей птах колись селився на верховому болоті, разом із реліктовими рослинами його можна з повним правом вважати залишком холодної післяльодовикової доби. Втім, популяція білої куріпки, і без того мала (близько двох десятків особин), почала скорочуватись ще у другій половині XX століття. Останнім часом цих птахів на гніздуванні не бачили.
Хижі птахи у Тейчі доволі різноманітні. З нічних мисливців тут відомі чотири види, це сич волохатий, сіра, болотяна та довгохвоста сови. Денних хижих птахів налічують 18 видів. Звичайними серед них є підорлик малий, польовий, очеретяний та лучний луні, канюк звичайний, яструб великий. Менш розповсюджені підсоколик малий, що воліє облаштовувати свої гнізда на відкритих ділянках болота, та осоїд, якому до вподоби розріджені соснові ліси. На узліссях високостовбурних лісів мешкають боривітер звичайний та яструб малий. У заповіднику спостерігали підорлика великого, скопу, беркута й сапсана, але вони залітають на його терени лише для полювання, а гніздуються у навколишніх лісах. Інколи тут на зимівлю залишаються орлани-білохвости та зимняки. Найрідкіснішим хижаком Тейчі є змієїд, у заповіднику виводять пташенят лише дві пари цього виду.
З п'ятьох видів плазунів у заповіднику найпоширеніша звичайна гадюка, причому тут знаходили особин трьох форм — чорної, коричневої та сірої. Крім неї на болотах багато живородних ящірок і трохи менше прудких ящірок. Ще два види плазунів є звичайними, але займають специфічні біотопи. Наприклад, веретільниця ламка полюбляє оселятися у сухих лісах на підвищеннях рельєфу, а звичайні вужі трапляються переважно по берегах озер.
З трьох видів земноводних у заповіднику найбільше гостромордих жаб, які мешкають по краях болота. Дещо менше розповсюджені трав'яні жаби та звичайні ропухи, які скупчуються у заростях коловодної рослинності по берегах озер. За різними оцінками, у водоймах заповідника мешкає 8-10 видів риб. Усі вони притаманні іхтіофауні прісних водойм помірної зони і не є об'єктами особливої охорони. В озерах природного заповідника багато пліток, звичайних карасів, окунів, линів. Тейчі славиться своїми щуками, найбільші з яких сягають ваги 12 кг.

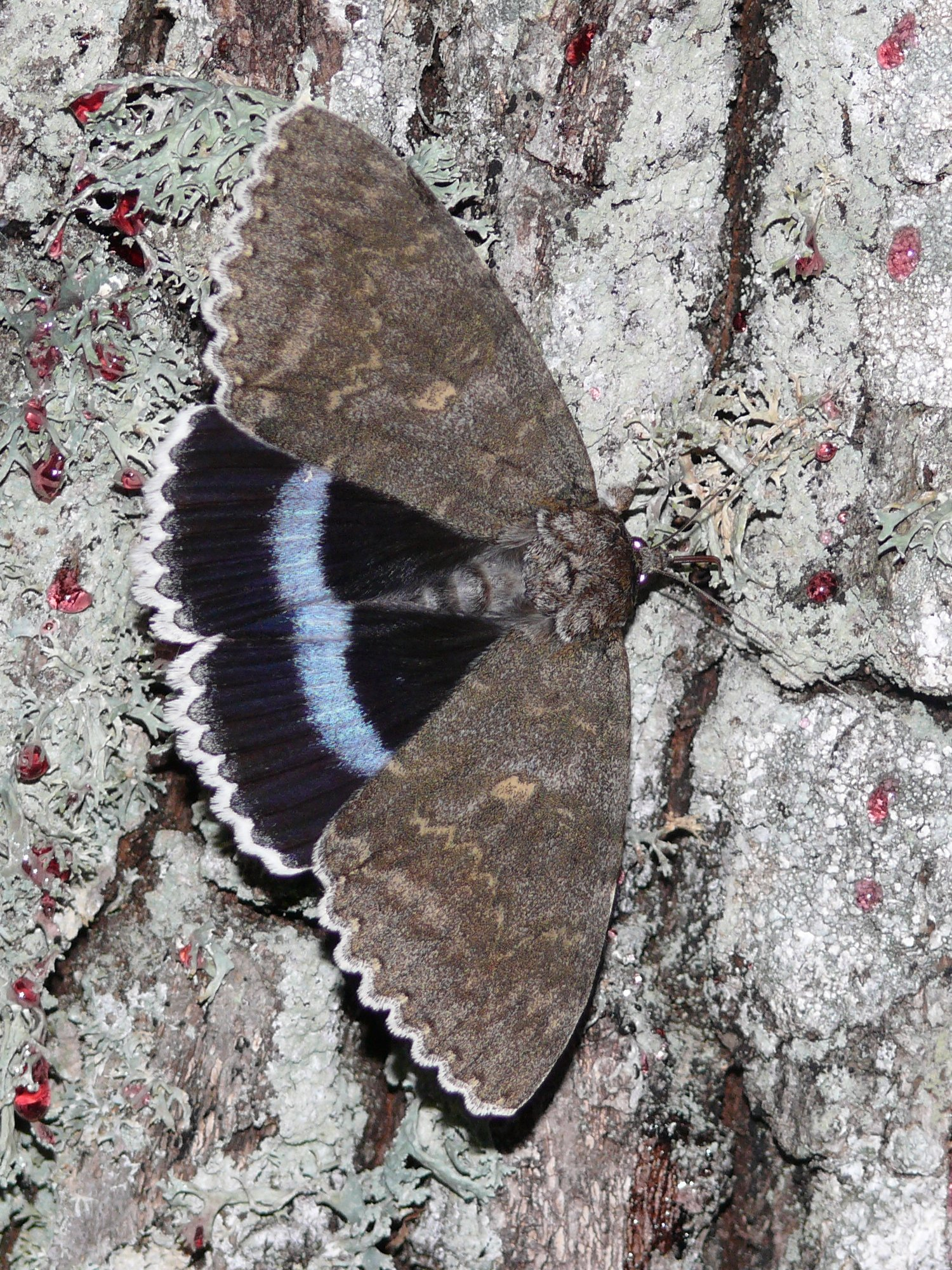
Стрічкарка блакитна.

З близько 400 видів комах, знайдених у заповіднику Тейчі, найкраще представлені ряди Твердокрилих, Лускокрилих, Перетинчастокрилих та Двокрилих. Тут мешкає 136 видів жуків із 31 родини. Серед них переважають види, екологічно пов'язані з болотами і вологими лісами, притаманними Східній Латвії: туруни (особливо Carabus granulatus), сонечка, водолюби, вертячки, жуки-хижаки, листоїди, вусачі (здебільшого Strangalia quadrifasciata та лептура-коримбія червона), плавунці. Деякі зі звичайних видів поширені локально. Наприклад, світляки на початку літа утворюють значні скупчення у прибережних заростях на озерах Ваболє, Міндаугас, Мурмастієнас. Важливу роль в екосистемах відіграють жуки-санітари. Так, гнойовики з родів Aphodius і Geotrupes харчуються послідом тварин, а представники роду Nicrophorus живляться трупами. І зовсім непомітні для стороннього спостерігача дрібні колемболи та безвусикові, що оселяються у верхньому шарі ґрунту на болотах і в лісах.
У природному заповіднику Тейчі мешкає 101 вид метеликів із 19 родин. Вдень у найрізноманітніших біотопах можна побачити капустяних біланів, жалібниць, сонцевиків будякового та павиче око. Винятково над торфовищами літають Agriades optilete, Boloria euphrosyne, Boloria selene, торфовищний жовтюх. Ці види підлягають охороні як релікти післяльодовикової доби. З нічних метеликів дуже поширені Ematurga atomaria, Macrothylacia rubi та ведмедиця кайя, проте, через свій прихований спосіб життя вони менш помітні. Три види метеликів дуже рідкісні і мешкають на обмежених ділянках: так, ведмедиця-господиня описана тільки на луках острова Озолсала; стрічкарка блакитна знайдена лише біля озера Сілду; а сатурнію малу бачили тільки на болоті поміж озерами Іслієнас і Куртавас.
З 87 видів перетинчастокрилих більшу частину складають їздці (50 видів). З 29 видів двокрилих переважають мухи тахіни і дзюрчалки. Усі ці комахи корисні — їздці паразитують на шкідниках лісу, а мухи запилюють квіти. У заповіднику Тейчі знайшли прихисток й інші корисні комахи: тут багато мурах, джмелів, диких бджіл. Серед рідкісних видів, окрім зазначених вище метеликів, під охороною знаходяться їздець Habronix heros, турун Carabus convexus, коротконадкрил великий та реліктовий тарган Ectobius lapponicus.

## Наукова та господарська діяльність
Перші наукові роботи, що стосувались території заповідника, були здійснені задовго до його заснування. Наприклад, перший опис місцевих рослин був зроблений у 1935 році М. Лінінь. Також на цих теренах працювали такі відомі латвійські науковці як К. Старкс (1937), А. Расіньш (1954), К.Біркмане (з 1955), Г. Абеле (з 1970), А. Аболінь (з 1972), В. Бароніна тощо.

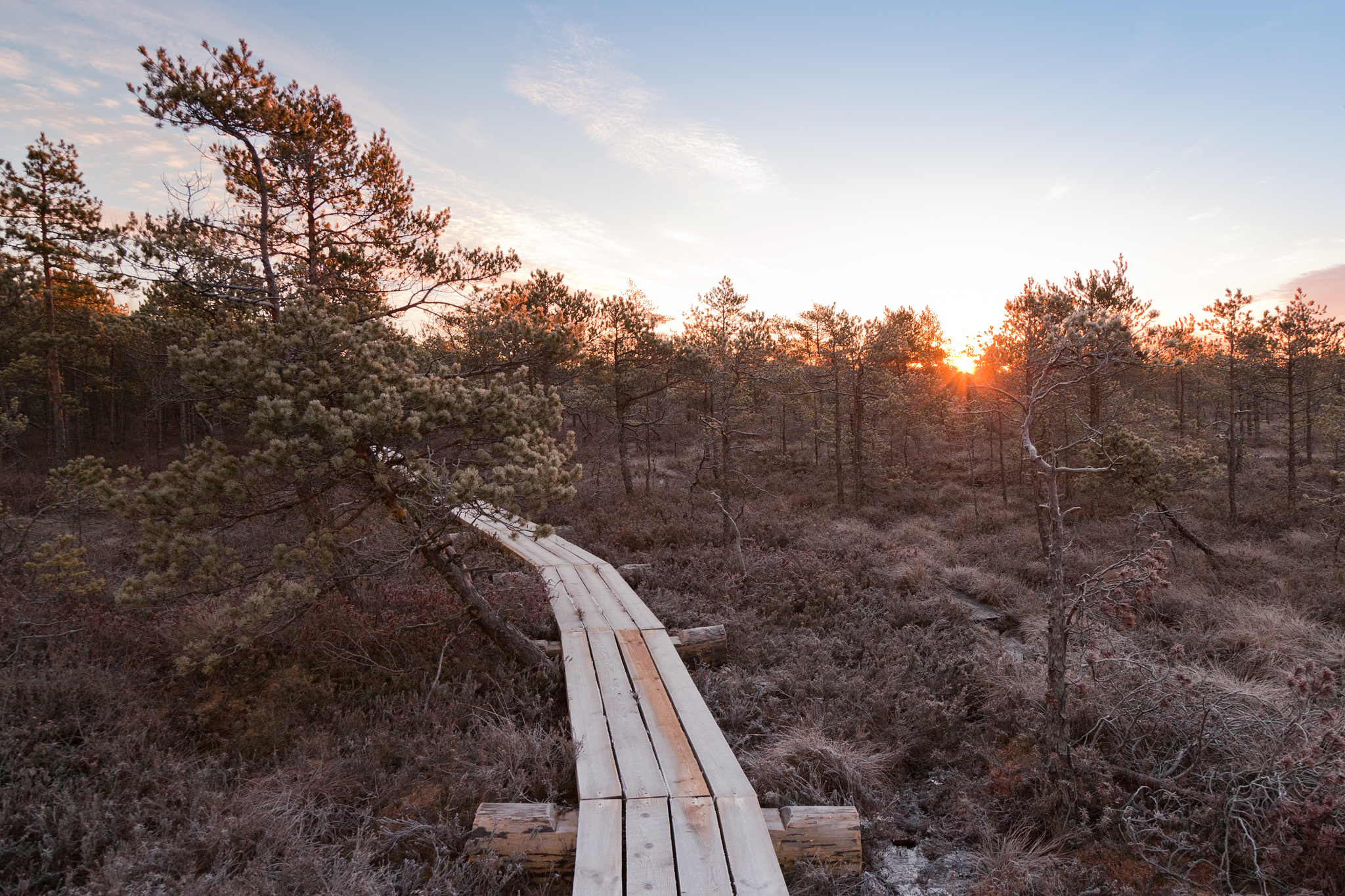
Дерев'яні містки прокладені через болото для зручності туристів.

Кордони природного заповідника Тейчі мають звивисті обриси, через що ділянки заповідних та навколишніх сільськогосподарських угідь «вклинюються» одна в одну. Цим обумовлений значний взаємний вплив цих територій. З одного боку, територія заповідника потерпає від меліоративних робіт, які ведуться за його межами. Тривале відведення води з навколишніх полів призводить до поступового зниження рівня ґрунтових вод, що загрожує екосистемам Тейчі. Для запобігання цьому у самому заповіднику будь-які роботи з осушення боліт припинили ще у середині XX століття. Заростання меліоративних каналів частково поліпшило ситуацію, а для її остаточного виправлення в період з 1999 по 2005 рік на малих річках і струмках заповідника спорудили 57 невеликих гребель. Такі заходи підвищили рівень води в болоті, посприяли швидкому відновленню сфагнового покриву і, навіть, подекуди призвели до заболочення лісів поза заповідником, що позитивно вплинуло на популяції глушця і тетерука.
З іншого боку, на острові Сіксала здавна мешкають старовіри, тому присутність людей в цій місцевості турбує птахів, що гніздуються чи зупиняються поблизу на перепочинок. Крім того, на прикордонних ділянках боліт внаслідок витоптування порушений сфагновий покрив і рослинність в цих місцях відновлюється дуже повільно. З метою підтримки біологічної рівноваги на навколишніх територіях регулюється внесення добрив, проведення меліоративних та інших робіт.
В самому заповіднику мешканцям навколишніх сіл дозволене збирання журавлини, а для туристів проводяться організовані екскурсії під проводом одного із працівників заповідника.